# Campeonato Europeu de Patinação Artística no Gelo de 1996
O Campeonato Europeu de Patinação Artística no Gelo de 1996 foi a octogésima oitava edição do Campeonato Europeu de Patinação Artística no Gelo, um evento anual de patinação artística no gelo organizado pela União Internacional de Patinação (em inglês:  International Skating Union) onde os patinadores artísticos competem pelo título de campeão europeu. A competição foi disputada entre os dias 23 de janeiro e 27 de janeiro, na cidade de Sófia, Bulgária.

## Eventos
- Individual masculino
- Individual feminino
- Duplas
- Dança no gelo

## Medalhistas
| Evento                        | Ouro                                      | Prata                                        | Bronze                                     |
| Individual masculino detalhes | Viacheslav Zagorodniuk · Ucrânia          | Igor Pashkevich · Rússia                     | Ilia Kulik · Rússia                        |
| Individual feminino detalhes  | Irina Slutskaya · Rússia                  | Surya Bonaly · França                        | Maria Butyrskaya · Rússia                  |
| Duplas detalhes               | Oksana Kazakova · Artur Dmitriev · Rússia | Mandy Wötzel · Ingo Steuer · Alemanha        | Sarah Abitbol · Stéphane Bernadis · França |
| Dança no gelo detalhes        | Oksana Grishuk · Evgeni Platov · Rússia   | Anjelika Krylova · Oleg Ovsyannikov · Rússia | Irina Romanova · Igor Yaroshenko · Ucrânia |

## Resultados

### Individual masculino
| Pos.                                                  | Nome                   | Nacionalidade    | Pontos | QA | QB | PC | PL |
| ----------------------------------------------------- | ---------------------- | ---------------- | ------ | -- | -- | -- | -- |
| Medalha de ouro                                       | Viacheslav Zagorodniuk | Ucrânia          | 1.5    | —  | —  | 1  | 1  |
| Medalha de prata                                      | Igor Pashkevich        | Rússia           | 4.0    | —  | 1  | 4  | 2  |
| Medalha de bronze                                     | Ilia Kulik             | Rússia           | 4.0    | —  | —  | 2  | 3  |
| 4                                                     | Steven Cousins         | Reino Unido      | 6.5    | —  | —  | 3  | 5  |
| 5                                                     | Philippe Candeloro     | França           | 7.5    | —  | —  | 7  | 4  |
| 6                                                     | Alexei Yagudin         | Rússia           | 7.5    | —  | 2  | 5  | 5  |
| 7                                                     | Dmitri Dmitrenko       | Ucrânia          | 10.0   | —  | —  | 6  | 7  |
| 8                                                     | Éric Millot            | França           | 12.5   | —  | —  | 9  | 8  |
| 9                                                     | Cornel Gheorghe        | Romênia          | 14.0   | —  | —  | 8  | 10 |
| 10                                                    | Szabolcs Vidrai        | Hungria          | 15.0   | —  | 4  | 12 | 9  |
| 11                                                    | Ivan Dinev             | Bulgária         | 16.0   | 3  | —  | 10 | 11 |
| 12                                                    | Evgeni Pliuta          | Ucrânia          | 18.5   | 4  | —  | 13 | 12 |
| 13                                                    | Patrick Meier          | Suíça            | 20.5   | —  | 5  | 15 | 13 |
| 14                                                    | Markus Leminen         | Finlândia        | 21.5   | —  | 6  | 11 | 16 |
| 15                                                    | Fabrizio Garattoni     | Itália           | 23.0   | 7  | —  | 18 | 14 |
| 16                                                    | Neil Wilson            | Reino Unido      | 23.5   | —  | 3  | 17 | 15 |
| 17                                                    | Michael Tyllesen       | Dinamarca        | 25.0   | 2  | —  | 16 | 17 |
| 18                                                    | Robert Grzegorczyk     | Polônia          | 26.0   | —  | 8  | 14 | 19 |
| 19                                                    | Patrick Schmit         | Luxemburgo       | 28.0   | 5  | —  | 20 | 18 |
| 20                                                    | Florian Tuma           | Áustria          | 29.5   | —  | 7  | 19 | 20 |
| 21                                                    | Alexander Mourashko    | Bielorrússia     | 32.0   | 6  | —  | 24 | 21 |
| 22                                                    | Margus Hernits         | Estônia          | 33.5   | 8  | —  | 23 | 22 |
| 23                                                    | Jordi Pedro            | Espanha          | 34.0   | —  | 9  | 22 | 23 |
| 24                                                    | Jan Čejvan             | Eslovênia        | 34.5   | —  | 10 | 21 | 24 |
| WD                                                    | Andrejs Vlascenko      | Alemanha         | —      | 1  | WD | —  | —  |
| Não avançaram para a patinação livre / programa longo |                        |                  |        |    |    |    |    |
| 26                                                    | Róbert Kažimír         | Eslováquia       | —      | 9  | —  | 26 |    |
| 27                                                    | Vakhtang Murvanidze    | Geórgia          | —      | —  | 12 | 27 |    |
| 28                                                    | Jaroslav Suchý         | República Tcheca | —      | 11 | —  | 28 |    |
| 29                                                    | Luiz Taifas            | Romênia          | —      | 10 | —  | 29 |    |
| 30                                                    | Marcus Deen            | Países Baixos    | —      | —  | 11 | 30 |    |
| Não avançaram para o programa curto                   |                        |                  |        |    |    |    |    |
| 31                                                    | Aramais Grigorian      | Armênia          | —      | 12 | —  |    |    |
| 32                                                    | Yeler Tekalioglu       | Turquia          | —      | 13 | —  |    |    |

### Individual feminino
| Pos.                                                  | Nome                  | Nacionalidade    | Pontos | QA | QB | PC | PL |
| ----------------------------------------------------- | --------------------- | ---------------- | ------ | -- | -- | -- | -- |
| Medalha de ouro                                       | Irina Slutskaya       | Rússia           | 2.0    | —  | —  | 2  | 1  |
| Medalha de prata                                      | Surya Bonaly          | França           | 2.5    | —  | —  | 1  | 2  |
| Medalha de bronze                                     | Maria Butyrskaya      | Rússia           | 5.0    | —  | —  | 4  | 3  |
| 4                                                     | Elena Liashenko       | Ucrânia          | 6.5    | —  | —  | 5  | 4  |
| 5                                                     | Tanja Szewczenko      | Alemanha         | 6.5    | —  | —  | 3  | 5  |
| 6                                                     | Krisztina Czakó       | Hungria          | 11.0   | —  | —  | 8  | 7  |
| 7                                                     | Zuzanna Szwed         | Polônia          | 11.5   | 1  | —  | 7  | 8  |
| 8                                                     | Vanessa Gusmeroli     | França           | 13.0   | —  | 1  | 6  | 10 |
| 9                                                     | Yulia Vorobieva       | Azerbaijão       | 13.5   | 3  | —  | 9  | 9  |
| 10                                                    | Mila Kajas            | Finlândia        | 14.0   | 2  | —  | 16 | 6  |
| 11                                                    | Olga Markova          | Rússia           | 16.5   | —  | —  | 11 | 11 |
| 12                                                    | Anna Rechnio          | Polônia          | 19.0   | —  | —  | 14 | 12 |
| 13                                                    | Lenka Kulovaná        | República Tcheca | 19.0   | —  | 3  | 12 | 13 |
| 14                                                    | Kateřina Beránková    | República Tcheca | 20.5   | —  | —  | 13 | 14 |
| 15                                                    | Mojca Kopač           | Eslovênia        | 24.5   | —  | 6  | 17 | 16 |
| 16                                                    | Astrid Hochstetter    | Alemanha         | 24.5   | —  | 5  | 15 | 17 |
| 17                                                    | Véronique Fleury      | França           | 27.0   | 4  | —  | 24 | 15 |
| 18                                                    | Yulia Lavrenchuk      | Ucrânia          | 27.0   | —  | 2  | 10 | 22 |
| 19                                                    | Diána Póth            | Hungria          | 28.0   | 5  | —  | 20 | 18 |
| 20                                                    | Silvia Fontana        | Itália           | 30.0   | —  | 4  | 22 | 19 |
| 21                                                    | Denise Jaschek        | Áustria          | 30.5   | 8  | —  | 21 | 20 |
| 22                                                    | Alma Lepina           | Letônia          | 32.0   | —  | 10 | 18 | 23 |
| 23                                                    | Lucinda Ruh           | Suíça            | 32.5   | —  | 7  | 23 | 21 |
| 24                                                    | Ludmila Ivanova       | Ucrânia          | 34.5   | —  | 8  | 19 | 25 |
| 25                                                    | Sofia Penkova         | Bulgária         | 38.0   | —  | 9  | 28 | 24 |
| Não avançaram para a patinação livre / programa longo |                       |                  |        |    |    |    |    |
| 26                                                    | Christelle Damman     | Bélgica          | —      | 7  | —  | 25 |    |
| 27                                                    | Stephanie Main        | Reino Unido      | —      | 6  | —  | 26 |    |
| 28                                                    | Ivana Jakupcevic      | Croácia          | —      | 9  | —  | 27 |    |
| 29                                                    | Klara Bramfeldt       | Suécia           | —      | 10 | —  | 28 |    |
| 30                                                    | Kaja Hanevold         | Noruega          | —      | —  | 11 | 29 |    |
| Não avançaram para o programa curto                   |                       |                  |        |    |    |    |    |
| 31                                                    | Zuzanna Paurova       | Eslováquia       | —      | 11 | —  |    |    |
| 32                                                    | Ece Aksuyek           | Turquia          | —      | 12 | —  |    |    |
| 32                                                    | Ekaterina Golovatenko | Estônia          | —      | —  | 12 |    |    |
| 34                                                    | Marta Senra           | Espanha          | —      | 13 | —  |    |    |
| 34                                                    | Georgina de Wit       | Países Baixos    | —      | —  | 13 |    |    |
| 36                                                    | Roxana Luca           | Romênia          | —      | 14 | —  |    |    |
| 36                                                    | Ellen Ambartsoumain   | Armênia          | —      | —  | 14 |    |    |

### Duplas
| Pos.              | Nome                                       | Nacionalidade    | Pontos | PC | PL |
| ----------------- | ------------------------------------------ | ---------------- | ------ | -- | -- |
| Medalha de ouro   | Oksana Kazakova / Artur Dmitriev           | Rússia           | 2.0    | 2  | 1  |
| Medalha de prata  | Mandy Wötzel / Ingo Steuer                 | Alemanha         | 2.5    | 1  | 2  |
| Medalha de bronze | Sarah Abitbol / Stéphane Bernadis          | França           | 5.5    | 5  | 3  |
| 4                 | Marina Eltsova / Andrei Bushkov            | Rússia           | 5.5    | 3  | 4  |
| 5                 | Maria Petrova / Anton Sikharulidze         | Rússia           | 7.0    | 4  | 5  |
| 6                 | Dorota Zagórska / Mariusz Siudek           | Polônia          | 9.0    | 6  | 6  |
| 7                 | Elena Belousovskaya / Stanislav Morozov    | Ucrânia          | 10.5   | 7  | 7  |
| 8                 | Silvia Dimitrov / Rico Rex                 | Alemanha         | 12.0   | 8  | 8  |
| 9                 | Line Haddad / Sylvain Privé                | França           | 13.5   | 9  | 9  |
| 10                | Lesley Rogers / Michael Aldred             | Reino Unido      | 15.5   | 11 | 10 |
| 11                | Evgenia Filonenko / Igor Marchenko         | Ucrânia          | 16.0   | 10 | 11 |
| 12                | Elaine Asanakis / Joel McKeever            | Grécia           | 18.5   | 13 | 12 |
| 13                | Veronika Joukalova / Otto Dlabola          | República Tcheca | 19.0   | 12 | 13 |
| 14                | Magdalena Sroczyńska / Sławomir Borowiecki | Polônia          | 21.0   | 14 | 14 |
| 15                | Jeltje Schulten / Alcuin Schulten          | Países Baixos    | 23.0   | 16 | 15 |
| 16                | Olga Bogouslavska / Juri Salmonov          | Letônia          | 23.5   | 15 | 16 |
| 17                | Ekaterina Nekrassova / Valdis Mintals      | Estônia          | 25.5   | 17 | 17 |

### Dança no gelo
| Pos.              | Nome                                    | Nacionalidade    | Pontos | DC1 | DC2 | DO | DL |
| ----------------- | --------------------------------------- | ---------------- | ------ | --- | --- | -- | -- |
| Medalha de ouro   | Oksana Grishuk / Evgeni Platov          | Rússia           | 2.0    | 1   | 1   | 1  | 1  |
| Medalha de prata  | Anjelika Krylova / Oleg Ovsyannikov     | Rússia           | 4.0    | 2   | 2   | 2  | 2  |
| Medalha de bronze | Irina Romanova / Igor Yaroshenko        | Ucrânia          | 6.4    | 4   | 4   | 3  | 3  |
| 4                 | Marina Anissina / Gwendal Peizerat      | França           | 7.6    | 3   | 3   | 4  | 4  |
| 5                 | Irina Lobacheva / Ilia Averbukh         | Rússia           | 10.0   | 5   | 5   | 5  | 5  |
| 6                 | Margarita Drobiazko / Povilas Vanagas   | Lituânia         | 12.0   | 6   | 6   | 6  | 6  |
| 7                 | Kateřina Mrázová / Martin Šimeček       | República Tcheca | 14.6   | 7   | 10  | 7  | 7  |
| 8                 | Barbara Fusar-Poli / Maurizio Margaglio | Itália           | 16.0   | 9   | 7   | 8  | 8  |
| 9                 | Kati Winkler / René Lohse               | Alemanha         | 18.2   | 8   | 8   | 10 | 9  |
| 9                 | Sylwia Nowak / Sebastian Kolasiński     | Polônia          | 18.2   | 10  | 9   | 9  | 9  |
| 11                | Marika Humphreys / Phillip Askew        | Reino Unido      | 22.0   | 11  | 11  | 11 | 11 |
| 12                | Barbara Piton / Alexandre Piton         | França           | 24.2   | 12  | 13  | 12 | 12 |
| 13                | Elena Grushina / Ruslan Goncharov       | Ucrânia          | 25.8   | 13  | 12  | 13 | 13 |
| 14                | Agnes Jacquemard / Alexis Gayet         | França           | 28.2   | 15  | 14  | 14 | 14 |
| 15                | Sarka Vondrkova / Luka Kral             | República Tcheca | 31.8   | 14  | 15  | 15 | 17 |
| 16                | Cornelia Diener / Alexei Pospelov       | Suíça            | 33.0   | 16  | 16  | 16 | 17 |
| 17                | Francesca Fermi / Andrea Baldi          | Itália           | 33.2   | 18  | 17  | 17 | 16 |
| 18                | Enikő Berkes / Endre Szentirmai         | Hungria          | 35.8   | 17  | 18  | 18 | 18 |
| 19                | Barbara Hanley / Vasily Serkov          | Lituânia         | 38.8   | 19  | 20  | 20 | 19 |
| 20                | Anna Mosenkova / Dmitri Kurakin         | Estônia          | 41.2   | 22  | 22  | 19 | 21 |
| 21                | Kaho Koinuma / Tigran Arakelian         | Armênia          | 42.2   | 21  | 21  | 23 | 20 |
| 22                | Katri Kuusniemi / Jamie Walker          | Finlândia        | 42.4   | 20  | 19  | 21 | 22 |
| 23                | Maikki Outila / Toni Mattila            | Finlândia        | 46.4   | 23  | 23  | 22 | 24 |
| 24                | Zuzana Babusikova / Marian Mesaros      | Eslováquia       | 47.4   | 24  | 24  | 23 | 24 |

## Quadro de medalhas
| Ordem | País     | Medalha de ouro | Medalha de prata | Medalha de bronze |    | Ordem por total |
| ----- | -------- | --------------- | ---------------- | ----------------- | -- | --------------- |
| 1     | Rússia   | 3               | 2                | 2                 | 7  | 1               |
| 2     | Ucrânia  | 1               |                  | 1                 | 2  | 2               |
| 3     | França   |                 | 1                | 1                 | 2  | 2               |
| 4     | Alemanha |                 | 1                |                   | 1  | 4               |
| TOTAL | TOTAL    | 4               | 4                | 4                 | 12 | —               |